# Rhaphuma moerens
Rhaphuma moerens là một loài bọ cánh cứng trong họ Cerambycidae.